# Portoryko na Zimowych Igrzyskach Olimpijskich 1992
Portoryko na Zimowych Igrzyskach Olimpijskich 1992 reprezentowało sześciu zawodników, którzy wystartowali w konkurencjach bobslejowych i narciarstwie dowolnym.
Był to trzeci w historii start Portoryko na zimowych igrzyskach olimpijskich.

## Bobsleje

### Mężczyźni
| Osada  | Zawodnik                       | Konkurencja | Ślizg 1 | Ślizg 2 | Ślizg 3 | Ślizg 4 | Łącznie | Pozycja |
| ------ | ------------------------------ | ----------- | ------- | ------- | ------- | ------- | ------- | ------- |
| PUR-I  | Liston Bochette Douglas Rosado | Dwójki      | 1:03,09 | 1:03,64 | 1:03,86 | 1:03,48 | 4:14,07 | 40.     |
| PUR-II | John Amabile Jorge Bonnet      | Dwójki      | 1:03,51 | 1:29,57 | 1:04,51 | 1:0402  | 4:41,61 | 46.     |

## Narciarstwo dowolne

### Mężczyźni
| Zawodnik         | Konkurencja      | Kwalifikacja | Kwalifikacja | Kwalifikacja | Finał                  | Finał                  | Finał                  |
| Zawodnik         | Konkurencja      | Czas         | Punkty       | Miejsce      | Czas                   | Punkty                 | Miejsce                |
| ---------------- | ---------------- | ------------ | ------------ | ------------ | ---------------------- | ---------------------- | ---------------------- |
| Luis González    | Jazda po muldach | 1:00,98      | 4,15         | 46.          | Nie zakwalifikował się | Nie zakwalifikował się | Nie zakwalifikował się |
| Jorge Torruellas | Jazda po muldach | 1:05,28      | 4,00         | 47.          | Nie zakwalifikował się | Nie zakwalifikował się | Nie zakwalifikował się |